# Gare de L'Épiphanie
La  gare de L'Épiphanie à L'Épiphanie, construite en 1923, était desservie par une ligne de Via Rail Canada (située sur le Canadien Pacifique). En 1992, elle fut désignée comme une gare patrimoniale.
Depuis le début des années 1990, plus aucun train passager ne s'arrête à cette gare désaffectée. Dans la nuit du 16 au 17 juin 2021, la gare de L'Épiphanie fut détruite par un incendie d'origine  criminelle. 
Également, figurait une seconde gare à L'Épiphanie (1903) sur le Canadien National. Elle fut démolie vers la fin des années 1980.

## Patrimoine ferroviaire
La gare est construite selon un plan standard du Canadien Pacifique; elle est le dernier exemple survivant de ce type de construction. La gare n’a pas été modifiée depuis sa construction en 1923. Un article de journal en 2010 décrit la situation ainsi: un bâtiment « abandonné, placardé et en déclin». On note que le toit coule et que certaines parties moisissent. Le bâtiment n'est pas entretenu; le coût de la réhabilitation sera au minimum $100 000  .